# Cheironitis dentifemoralis
Cheironitis dentifemoralis là một loài bọ cánh cứng trong họ Bọ hung (Scarabaeidae).